# LDAP Account Manager
LDAP Account Manager ist ein Webfrontend für die Verwaltung diverser Kontotypen in einem LDAP-Verzeichnis. Es wurde in PHP geschrieben.
Im Gegensatz zu Programmen wie phpLDAPadmin liegt der Schwerpunkt auf der kontobasierten Verwaltung. Der Benutzer erhält eine abstraktere Sicht auf das LDAP-Verzeichnis.
Das Programm ist unter der GNU General Public License lizenziert, weiterhin existiert eine kommerzielle Version mit proprietären Erweiterungen.

## Entwicklung
LDAP Account Manager (LAM) wurde im Februar 2003 gegründet. Die ersten Entwickler waren Michael Dürgner, Roland Gruber, Tilo Lutz und Leonhard Walchshäusl. Das Ziel des Projekts war die Verwaltung von Samba-Konten. Zu dieser Zeit unterstützte Samba LDAP bereits in den 2.x Versionen. Samba 3 war im Alphastadium, aber es gab keine GUI zur Verwaltung der Konten.
Bis zur Version 0.4.10 konnten nur Samba-Konten verwaltet werden. 2004 begann die Entwicklung einer Plug-in-Architektur, um mehr Kontotypen zu unterstützen. Die erste stabile Version dieser Architektur war LAM 0.5.0, das im September 2005 veröffentlicht wurde.
Seit Version 1.0.4 gibt es zusätzlich eine kommerzielle Variante LAM Pro. Diese enthält eine Komponente mit der Benutzer ihre eigenen Daten ändern können (z. B. Passwort, Telefonnummer, …) und unterstützt zusätzliche LDAP-Objekte (z. B. Zarafa, Kerberos, PPolicy, …).

## Funktionen
Die wichtigsten unterstützten Kontotypen sind Samba, Unix, und PPolicy. Der Benutzer kann Vorlagen für alle Kontotypen definieren und damit Standardwerte setzen. Einzelne Konten können als PDF-Datei exportiert werden. Außerdem können Konten über einen Dateiupload erstellt werden.
LAM enthält zusätzlich die Baumansicht von phpLDAPadmin um auch die LDAP-Rohdaten bearbeiten zu können.
LAM wurde in 16 Sprachen übersetzt.
Unterstützte Kontentypen:
- Unix
- Samba 3,4
- Kolab
- Adressbucheinträge
- Asterisk (inkl. Anrufbeantworter und Asterisk Extensions)
- Mail Routing
- IMAP Postfächer (nicht über LDAP, sondern per IMAP)
- Hosts
- FreeRadius
- Authorized Services
- Mail Aliase
- SSH-Schlüssel
- Dateisystemquota (in LDAP (systemQuotas) und über externes Skript)
- DHCP
- NIS Netzgruppen

Die kommerzielle Version enthält zusätzliche Erweiterungen und ferner eine Benutzerselbstverwaltung. Diese erlaubt es Benutzern ihre eigenen Daten zu ändern, Konten zu registrieren oder Passwörter selbst zurückzusetzen.

## Verwandte Software
- OpenLDAP
- Univention Corporate Server